# MADS-box
MADS box és una seqüència motiu conservada que es troba en una família de factors de transcripció, la família de proteïnes MAD-box. La llargada de la MADS-box segons els informes de l'investigadors varia, però típicament va dels 168 als 180 parells de bases.

## Origen del nom
El nom és un acrònim que es refereix a la seqüència de gens identificats:
- MCM1 del llevat, Saccharomyces cerevisiae,
- AGAMOUS de Arabidopsis thaliana,
- DEFICIENS de la planta Antirrhinum majus,[3]
- Serum response factor SRF d'Homo sapiens.

## Funció
Aquest element codifica el domini MADS que té propietats d'enllaçar amb ADN. En les plantes els gens MADS-box experimenten una radiació substancial que inclou, entre d'altres, gens homeòtics florals (com AGAMOUS i DEFICIENS) que participen en la identitat dels òrgans florals segons el model ABC de desenvolupament.
En Arabidopsis thaliana els gens MADS box SOC1 i el locus de floració C (FLC) s'ha vist que tenen un paper important en la integració de les vies de temps moleculars de florida. Aquests gens són essencial per al correcte calendari de floració, i ajuden a assegurar que la fertilització ocorri en el moment de màxim potencial reproductiu.